# 1930 aux échecs
| Années des échecs : 1927 - 1928 - 1929 - 1930 - 1931 - 1932 - 1933    |
| Décennies des échecs : 1900 - 1910 - 1920 - 1930 - 1940 - 1950 - 1960 |

Cet article présente les faits marquants de l'année 1930 aux échecs.

## Championnats nationaux
- Argentine : Isaías Pleci remporte le championnat[1],[2].
- Autriche : Franz Kunert remporte le championnat officiel[3]. Pas de tournoi féminin[4].
- Belgique : George Koltanowski remporte le championnat[5].
- Brésil : João de Souza Mendes remporte le championnat[6].
- Canada : Pas de championnat[7].
- Écosse : William Gibson remporte le championnat[8].

- Royaume d'Espagne : Ramón Rey Ardid remporte la quatrième édition du championnat [9]. Jusqu’en 1942, il ne sera organisé qu’occasionnellement.

- France : Amédée Gibaud remporte le championnat [10]. Chez les femmes, pas de championnat cette année
- Pologne : pas de championnat[11].
- Royaume-Uni : Championnat non disputé[12].

- Suisse : Paul Johner remporte le championnat [13].
- RSS d'Ukraine : Pas de championnat[14],[15], organisé dans le cadre de l’Union soviétique.

## Naissances
- Horst Rittner, champion du monde par correspondance 1968-1971

## Nécrologie
- En 1930 : William Henry Wilkinson (en), Ferdinand Maack (en)
- 29 janvier : Carlo Salvioli
- 2 mai : Isidor Gunsberg
- 3 juillet : Hugo Fähndrich (en)
- 3 août : Grigory Helbach (en)
- 17 août : Leó Forgács
- 17 octobre : Richard Barnett